# Blackville
Blackville – miasto w Stanach Zjednoczonych, w stanie Karolina Południowa, w hrabstwie Barnwell.